# Tarnowo Podgórne
Tarnowo Podgórne (deutsch Schlehen) ist ein Dorf und Sitz der gleichnamigen Landgemeinde im Powiat Poznański der Woiwodschaft Großpolen in Polen.

## Geschichte
Nach 1939 gehörte der Ort zum Kreis Posen-Land im Reichsgau Wartheland.

## Gemeinde
Zur Landgemeinde (gmina wiejska) Tarnowo Podgórne gehören 16 Ortsteile (deutsche Namen bis 1945) mit einem Schulzenamt (sołectwo):
Baranowo (Bocksberg)
Batorowo (Ober-Langenau)
Ceradz Kościelny (Ceradz Kirchlich, 1939–1945 Westerkamp)
Chyby (Hiebingen)
Góra (Gurten)
Jankowice
Kokoszczyn (Kochfeld)
Lusowo (Groß-Liebenau)
Lusówko (Klein-Liebenau)
Przeźmierowo (Neusiedeln)
Rumianek (Runkeln)
Sady (Baumgarten)
Sierosław
Swadzim (Schwanen)
Tarnowo Podgórne (Schlehen)
Wysogotowo (Hochdorf)
Eine weitere Ortschaft der Gemeinde ist Rozalin (Vorwerk Roda).

## Politik

### Städtepartnerschaften
Tarnowo Podgórne listet folgende Partnerstädte auf:
| Stadt              | Land                           | seit |
| ------------------ | ------------------------------ | ---- |
| Bardo              | Niederschlesien, Polen         | 2000 |
| Cologno al Serio   | Lombardei, Italien             | 2010 |
| Czorsztyn          | Kleinpolen, Polen              | 2016 |
| Fronreute          | Baden-Württemberg, Deutschland | 1995 |
| Kamjanez-Podilskyj | Chmelnyzkyj, Ukraine           | 2018 |
| Līvāni             | Lettland                       | 2012 |
| Noordenveld        | Drenthe, Niederlande           | 1995 |
| Rohrdorf           | Bayern, Deutschland            | 2004 |
| Šalčininkai        | Vilnius, Litauen               | 2006 |
| Szemud             | Pommern, Polen                 | 2020 |
| Ukmergė            | Vilnius, Litauen               | 1999 |